# Rammellzee
 (août 2023).
Le contenu est difficilement compréhensible vu les erreurs de traduction, qui sont peut-être dues à l'utilisation d'un logiciel de traduction automatique.
 (août 2023).
Il peut être nécessaire de l'améliorer pour respecter le principe de neutralité de point de vue. Veuillez consulter la page de discussion pour plus de détails.

Rammellzee (ou RAMMΣLLZΣΣ), né le 15 décembre 1960, dans le Queens (New York), mort à Far Rockaway (Queens) le 27 juin 2010, est un artiste pluridisciplinaire américain, à la fois peintre sculpteur, chanteur et théoricien du graffiti.

## Biographie
Rammellzee est un personnage haut en couleur, le plus souvent masqué, à la fois peintre, sculpteur et chanteur. Son influence a été importante dans le monde de la peinture et de la musique. Il forme, avec Toxic et Jean-Michel Basquiat, qui le produira et lui dessinera son disque, le groupe des Hollywood Africans.
Ses tableaux, exposés plus d'une soixantaine de fois dans le monde, sont aussi surprenants que le personnage, mélange de techniques et de styles alliant l'écriture et la figure. Maître de l'écriture du graffiti depuis 1977, il prône sa propre philosophie : La « guerre des lettres » dans l'espace, teintée d'afrofuturisme et d'ikonoplast-panzerisme[Quoi ?]. Soldat gothique et décalé, il se heurte, après 1983 et la grande exposition Post Futurism, au monde établi de l'art et à son icône, Andy Warhol. Ses œuvres sont présentes dans de nombreuses collections depuis les années 1980, dont celles de Willem Speerstra et de Yaki Kornblit depuis les années 1980.
Rammellzee est aussi musicien et son premier disque de rap, « Beat Bop » (1982), produit et dessiné par Basquiat, a une influence importante sur de nombreux rappeurs, notamment les Beastie Boys. Il apparaît dans le film Downtown 81 (New York Beat Movie, titre original en 1981), Wild Style (1983) aux côtés de Dondi, et dans le Stranger Than Paradise de Jim Jarmusch (1984).
Il fait l'un de ses derniers concerts à Paris, en octobre 2005, au Nouveau Casino.
Sa dernière exposition est à la galerie Renée-Ziegler et au Grand Palais, avec "Tag au Grand Palais", où a été prise la photo jointe par Alain-Dominique Gallizia, curateur de l'exposition et collectionneur de Rammellzee.
Il meurt le 27 juin 2010, à l'âge de 49 ans à Far Rockaway (Queens), à la suite d'une longue maladie.

## Expositions

### Expositions individuelles
- Année - Titre - Musée ou Galerie
- 1985 - Three aspects of “IKONOKLAST PANZERISM” METROPPOSTTIS- SIZER, LUXTURNOMERE, TOWERS OF PANZERISM - Galerie Renée Ziegler - Zurich - Suisse
- 1986 - Retrospective (Collection Speerstra) - Gemeente museum - Helmond - Netherlands
- 1990 - Rammellzee - Galerie B5/Speerstra Gallery - Monaco
- 2005 - Bi-Conicals  of  Rammellzee Tour - Venice Biennale
- 2009 - RAMM:ELL:ZEE / GOTHIC FUTURISM  - Galerie Renée Ziegler - Zurich - Suisse
- 2010 - Rammellzee: The Equation - Suzanne Geiss’s Gallery - New York
- 2011 - The Rudolf and Ute Scharpff Collection - Kunstmuseum Stuttgart - Germany
- 2011 - L'Art du Graffiti : 40 ans de Pressionnisme (Curateur A.D. Gallizia) - Grimaldi Forum - Monaco
- 2012 - Art in the Streets - The Geffen Contemporary at MOCA - Los Angeles - CA
- 2012 - The  Rammellzee Galaxseum - Children’s Museum of Art - New York
- 2012 - Letter Racers - The Suzanne Geiss Company - NY
- 2012 - Letter Racers - The Museum of Modern Art - NY
- 2018 - Rammellzee - Racing for Thunder - Red Bull Arts - New-York
- 2020 - RAMM:ELL:ZEE “1985“ in memory of RAMMELLZEE (1960-2010) - Galerie Ziegler SA - Zurich - Suisse
- 2025 - ALPHABETA SIGMA (Face A) RAMMELLZEE - Palais de Tokyo

### Expositions collectives
- Année - Titre - Musée ou Galerie
- 1982 - New York - Institute of Contemporary Arts - London
- 1983 - Museum Boymans - Van Beuningen - Rotterdam - The Netherlands
- 1983 - Graffiti, Thanks a Lot - Fun Gallery (Patti Astor) -Group
- 1983 - Post-Graffiti - Sydney Janis Gallery - New-York
- 1984 - Artists from New-York in Monte-Carlo - Speerstra Gallery - Monaco
- 1984 - New York Graffiti (Collection Speerstra) - Louisiana Museum - Humlebaek - Denmark
- 1984 - Graffiti - Groninger Museum - Groningen - The Netherlands
- 1984 - Ein anderes klima - a different climate (II) - Kunsthalle Düsseldorf - Dusseldorf
- 1984 - Rapid Enamel The Art of Graffiti - The Renaissance Society at The University of Chicago
- 1985 - Between Science and Fiction - Bienal de Sao Paulo
- 1985 - 18° Bienal de Sao Paulo - Bienal de Sao Paulo - São Paulo
- 1988 - Comic Iconoclasm - Cornerhouse - Manchester - England
- 1989 - Hip Hop ’til You Drop - Whitney Museum of American Art - New York
- 1991 - Graffiti Art : Artistes américains et français 1981/1991 (Collection Speerstra) - Musée des monuments Français ) Paris
- 1991 - American Graffiti:  A Survey - Liverpool Gallery - Brussels
- 1992 - Coming from the Subway (Collection Speerstra) - Groninger Museum - Pays-Bas
- 1994 - Rammellzee vs Gen U One (Gen Atem) - Exercises in Self Presentation - Eigen + Art - New York City
- 1998 - Smile away the parties and champagne - Gemeentemuseum Helmond - Boscotondohal, Helmond
- 2001 - Oostduitse meisjes en andere stukken - Gemeentemuseum Helmond - Boscotondohal - Helmond
- 2002 - Americas - Fabbrica del Vapore - Milan
- 2002 -Cowboys en kroegtijgers - Gemeentemuseum Helmond - Boscotondohal - Helmond
- 2002 - Americas Remixed - Careof – Fabbrica del Vapore - Milan
- 2004 - Smile away the parties and champagne - Zeen keuze uit de collectie - Gemeentemuseum Helmond - Boscotondohal, Helmond
- 2006 - Sound Zero - Kunst Meran - Meran
- 2006 - Music is a Better Noise - MoMA PS1, New York City - NY
- 2007 -L’art modeste sous les bombes (Collection Speerstra) - Musee International des Arts Modestes - Sete - France
- 2007 - Graffiti Stories (Collection Speerstra) - Abbaye d'Auberive et Musée Paul Valéry, Sète
- 2007 - Futuro del Futurismo - Gamec -Galleria d´Arte Moderna e Contemporanea di Bergamo
- 2009 - Tag au Grand Palais (Collections Gallizia) - Grand Palais - Paris
- 2009 --The New Yorkers -  V1 Gallery - Copenhagen
- 2009 - Subcultural Capital - Anonymous Gallery - New York City - NY
- 2010 - Printin - The Museum of Modern Art - NY
- 2010 - Un musée à ciel ouvert (Collections Gallizia-Emerige) - Bâche Wagram - Paris
- 2010 - Street and Studio - Von Basquiat bis Séripop - Kunsthalle Wien (Museumsquartier) - Vienna
- 2011 - The Aerosol Experience - Zieglerzwei - Zurich - Switzerland
- 2012 - Speerstra Fondation (Collection Speerstra) - Apples - Suisse
- 2011 - Graffiti - New York 80´s - Galerie Jérôme de Noirmont - Paris
- 2011 - Perfect Man II - White Columns - New York City - NY
- 2012 - Strongerer - Brucennial - New York City
- 2012 - Brucennial 2012 - Harder. Betterer. Fasterer
- 2012 - God Save the Queen: Punk in the Netherlands 1977-1984 - Centraal Museum - Utrecht
- 2012 - Radical Presence: Black Performance In Contemporary Art - Contemporary Arts Museum Houston - Houston
- 2013 - Abstract Mash-Up II: A Group Exhibition - Crown Point Press Gallery - San Francisco
- 2013 - Last of the Hollywood Africans: Toxic - Londonewcastle Project Space - Londres
- 2013 - White Petals Surround Your Yellow Heart - Institute of Contemporary Art - University of Pennsylvania - Philadelphia
- 2013 - Tekens aan de Wand: Ferenc Gögös/Graffiti Art - Museum Tongerlohuys - Roosendaal
- 2013 -Graffiti, Thanks a Lot - Fun Gallery (Curateur Patti Astor) - New-York
- 2013 - Urban Art Biennale 2013 - Urban Art Biennale - Völklingen
- 2014 - City as Canvas: Graffiti Art  (Collection Martin Wong) - Museum of the City of New York - NY
- 2015 - Pressionnisme, de Bando à Basquiat (Collections Gallizia) - Pinacothèque de Paris
- 2016 - Pressionnism, graffiti masterpieces on canvas (Collections Gallizia) - Fort Canning Museum - Singapour
- 2016 - Graffiti Art - Tableau de légende (Collections Gallizia) - Institut culturel Bernard Magrez - Bordeaux
- 2016 - La Velocità delle immagini (Collection Speerstra) - Institut Suisse de Rome - Italie
- 2018 - Le musée du street Art et du Graffiti - L'Aérosol - Maquis-art Hall of Fame - Paris
- 2021 - Ghost galerie - Paris
- 2022 - Capitale (s) - Collection Gallizia - Paris - Mairie de Paris
- 2023 -  La Morsure des Termites - Collections privées dont Collection Gallizia - Paris - Palais de Tokyo

## Discographie
- Beat Bop (single), 1983, en collaboration avec K-Rob & pochette par J.M.Basquiat
- Missionaries Moving (album), 1988, sous le nom de groupe Gettovetts
- This Is Riphop (Comp),1985-86, sous le nom de groupe Death Comet Crew
- This is what you made me (album), 2003
- The BiConicals of the RammEllZee (album), 2004